# Jürgen Goslar
Jürgen Goslar (Oldenburg, 26 marzo 1927 – Ainring, 5 ottobre 2021) è stato un attore, regista, sceneggiatore, produttore cinematografico e doppiatore tedesco.

## Biografia
Attore campo cinematografico, televisivo e teatrale, tra cinema e televisione, ha partecipato ad una sessantina di differenti produzioni, a partire dalla metà degli anni cinquanta. Tra i suoi ruoli principali, figura, tra l'altro, quello di Max von Guldenburg nella miniserie televisiva L'eredità dei Guldenburg.
Come regista, ha diretto una trentina tra film e produzioni televisive, tra la fine degli anni cinquanta e la fine degli anni novanta. Ha diretto, tra l'altro, 40 episodi della serie televisiva Gestern gelesen (1969-1973) e vari episodi di serie televisive quali L'ispettore Derrick, Il commissario Köster/Il commissari Kress (Der Alte) e Der Kommissar.

## Filmografia parziale

### Attore

#### Cinema
- Dove rumoreggia il torrente (1956)
- Finalmente l'alba (Wir Wunderkinder), regia di Kurt Hoffmann (1958)
- La voce della foresta (1959)
- L'ultimo testimone (Der letzte Zeuge), regia di Wolfgang Staudte (1960)
- Amore ti devo uccidere (1962)
- Razza schiava (1978)
- Tief oben (1994)

#### Televisione
- Die falschen Nasen - film TV (1955)
- Unheimliche Begegnungen - serie TV, 2 episodi (1955-1956)
- Keiner stirbt leicht - film TV (1956)
- Der Fall de la Roncière - film TV (1958)
- Der Prozeß Mary Dugan - film TV (1960)
- Die Zeit und die Conways - film TV (1960)
- Ein Todesfall wird vorbereitet - film TV (1963)
- Das Kriminalmuseum - serie TV, 2 episodi (1963-1964)
- Die fünfte Kolonne - serie TV, 1 episodio (1965)
- Im Busch von Mexiko - serie TV (1967)
- Mexikanische Revolution - film TV (1968)
- Der Kommissar - serie televisiva, 1 episodio (1970) - ruolo: Busse
- Die Baumwollpflücker - serie TV, 1 episodio (1970)
- Der Kommissar - serie televisiva, 1 episodio (1973) - ruolo: Mario Basseck
- Du stirbst nicht allein - Ein deutscher Kriegspfarrer in Paris - film TV (1973)
- Der Kommissar - serie televisiva, 1 episodio (1975) - ruolo: Bottner
- L'ispettore Derrick - serie TV, ep. 03x09, regia di Theodor Grädler (1976) - Sig. Schündler
- L'ispettore Derrick - serie TV, ep. 05x01, regia di Helmuth Ashley (1978) - Blodin
- L'ispettore Derrick - serie TV, ep. 07x01, regia di Theodor Grädler (1980) - Ewald Balke
- L'ispettore Derrick - serie TV, ep. 10x01, regia di Alfred Vohrer (1983) - Dott. Albert Vrings
- L'eredità dei Guldenburg - serie TV, 14 episodi (1987) - Max von Guldenburg
- Ein unvergeßliches Wochenende - serie TV, 1 episodio (1993)
- Der Nelkenkönig - serie TV (1994)
- Die Stadtindianer - serie TV (1994)
- Briefgeheimnis - serie TV (1994)
- Zwischen Tag und Nacht - serie TV (1995)
- Tote sterben niemals aus - film TV (1996)
- T.E.A.M. Berlin - serie TV, 1 episodio (2000)
- Medicopter 117 - Jedes Leben zählt - serie TV, 1 episodio (2003)
- Inga Lindström - Der Weg zu dir - film TV (2005) - Per Larsson
- Siska - serie TV, 1 episodio (2007)
- Dell & Richthoven - serie TV, 1 episodio (2008)
- Il commissario Herzog (Der Alte) - serie TV, 1 episodio (2008)
- Der Dicke - serie TV, 6 episodi (2011-2012) - Magnus Ehrenberg
- Hubert und Staller - Die ins Gras beißen - - film TV (2013)

### Regista

#### Cinema
- 90 minuti dopo mezzanotte (1962)
- Amore ti devo uccidere (1962)
- Vreemde Wêreld (1974)
- Con la bava alla bocca (1976)
- Razza schiava (1978)

#### Televisione
- Romeo und Jeanette - film TV (1958)
- Fast ein Poet - film TV (1961)
- Im Busch von Mexiko - serie TV, 5 episodi (1965)
- Briefe nach Luzern - film TV (1966)
- Jens Claasen und seine Tiere - serie TV, 13 episodi (1966-1967)
- Wo liegt Jena? - film TV (1967)
- Gestern gelesen - serie TV, 40 episodi (1969-1973)
- Sir Henri Deterding - film TV (1970)
- Diamantendetektiv Dick Donald - serie TV, 7 episodi (1971)
- Der Kommissar - serie TV, 4 episodi (1974)
- Du stirbst nicht allein - Ein deutscher Kriegspfarrer in Paris - film TV (1973)
- Il commissario Köster/Il commissario Kress - serie TV,  7 episodi (1982-1997)
- L'ispettore Derrick - serie TV, 11 episodi (1983-1996)
- Der Mann ohne Schatten - serie TV, 1 episodio (1996)
- L'eredità dei Guldenburg - serie TV, 7 episodi (1987)

### Sceneggiatore
- Das Mädchen und der Staatsanwalt (1962)
- Colpo grosso a 30 metri sott'acqua (1974) (con lo pseudonimo di George Merlon[4]
- Vreemde Wêreld (1974)
- Razza schiava (1978)
- Il commissario Köster - serie TV, 1 episodio (1984)

### Produttore
- Intime carezze (1979)
- Colpo grosso a 30 metri sott'acqua (1974)
- Con la bava alla bocca (1976)
- Intime carezze (1979)